# كيفن شو
كيفن شو (30 أبريل 1971 في المملكة المتحدة - ) (بالإنجليزية: Kevin Shaw)‏ هو لاعب كريكت بريطاني. لعب مع Suffolk County Cricket Club ‏.

## وصلات خارجية
- كيفن شو على موقع إي آس بي آن كريك إنفو (الإنجليزية)